# Bring Me the Horizon
Bring Me the Horizon är ett deathcore-band från Sheffield, Yorkshire. Gruppen bildades 2004 och består av sångaren Oliver Sykes, gitarristen Lee Malia , basisten Matt Kean, syntaren Jordan Fish samt trummisen Matt Nicholls. De är för närvarande signade till RCA i Storbritannien, Epitaph Records i USA och till Shock Records i Australien. Deras musik sägs ha influerats av diverse genrer, men främst grindcore, death metal och emo. Trots att deras tidiga verk var starkt influerade av amerikanska metalcore-band, började de att anta en mer mångsidig sorts metalcore i sina kommande utgivningar. De har släppt fem studioalbum och en EP. Bandet fick sitt namn från den sista repliken i filmen Pirates of the Caribbean - Svarta Pärlans förbannelse, där kapten Jack Sparrow säger "Now, bring me that horizon."
Bandet gav ut sitt debutalbum Count Your Blessings den 30 oktober 2006 i Storbritannien. Deras andra, kritikerhyllade album Suicide Season släpptes den 29 september 2008 och ett remixalbum betitlad Suicide Season: Cut Up! gavs ut ett år senare i november. Innan specialutgåvan av Suicide Season: Cut Up! släpptes, lämnade gitarristen Curtis Ward bandet på grund av motivationsproblem. Han ersattes senare av Jona Weinhofen, tidigare i I Killed the Prom Queen. Bring Me the Horizons tredje studioalbum There Is a Hell, Believe Me I've Seen It. There Is a Heaven, Let's Keep It a Secret. släpptes den 4 oktober 2010. Våren 2013 släpptes albumet Sempiternal och hösten 2015 släpptes That's the Spirit.

## Historia

### Bildande, debut-EP och debutalbum (2004–2007)
Bring Me the Horizon bildades i mars 2004 efter att samtliga grundande medlemmar, som alla hade varit en del av ett flertal lokala, separata nedlagda band, blev uppmärksammade av Thirty Days of Night Records, som bildade bandet medan de signade dem, vilket gjorde dem till det första bandet någonsin att signas av skivbolaget. Under de följande månaderna efter bildandet spelade Bring Me the Horizon in ett demoalbum, betitlat Bedroom Sessions, där två av låtarna senare skulle komma att medverka i nyinspelade versioner på deras debutalbum. Demon innehöll tre låtar, "Shed Light", "Metal Song", "Who Want's Flowers When You're Dead? Nobody." samt en instrumental version av "Rawwwrr!"
Gruppen gav ut sin första EP, This Is What the Edge of Your Seat Was Made For, den 2 oktober 2004. EP:n spelades in i Nottingham under loppet av två helger, där de spelade in trummorna och basen den första helgen och slutligen sång och gitarr den andra helgen i studion.
År 2006 tilldelades Bring Me the Horizon priset för bästa brittiska nykomling vid 2006 års Kerrang! Awards. De släppte sitt första fullängdsalbum Count Your Blessings i oktober 2006 i Storbritannien och Sverige, och i augusti 2007 i USA. Mellan sent november och december följde Bring Me the Horizon med Lostprophets och The Blackout på en turné inom Storbritannien. I januari 2007 ersatte dom bandet Bury Your Dead på Killswitch Engages Europaturné. Platsen som förband erbjöds till dem efter att Bury Your Dead drog sig ur turnén, på grund av att deras sångare, Mat Bruso, valde att lämna bandet.

### Suicide Seasonoch Wards avhopp (2008–2009)

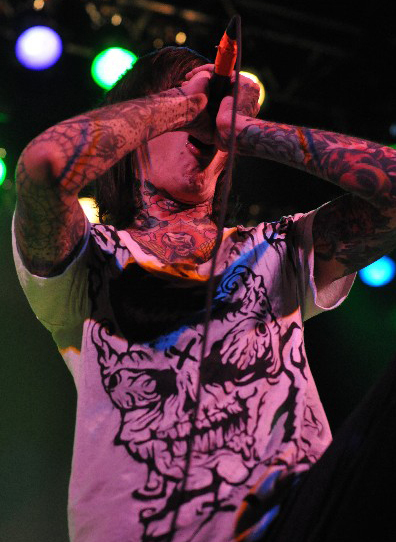
Sångaren Oliver Sykes uppträder i Toronto, Ontario.

Bring Me the Horizon spelade in sitt andra studioalbum Suicide Season i Studio Fredman i Hyssna i Sverige tillsammans med producenten Fredrik Nordström. Albumet marknadsfördes kraftigt under veckorna upp till dess släpp med taglinen "September is Suicide Season". För att stödja det nya materialet från Suicide Season, begav sig bandet ut på deras första turné i USA, samt medverkade på 2008 års Warped Tour. I maj 2008 var Bring Me the Horizon förband på I Killed the Prom Queens farvälturné i Australien, tillsammans med The Ghost Inside och The Red Shore. Trots att turnén var kort (endast nio dagar) så sålde den ut snabbt. Den 18 september 2008 släpptes Suicide Season i USA genom Epitaph samt 29 september i Europa genom Visible Noise. Albumet visade sig bli en stor succé och gick in på UK Charts-listan som nummer 17 och nummer 27 på Sverigetopplistan.
Under 2009 närvarade Bring Me the Horizon vid 2009 års Kerrang Awards tillsammans med Black Tide, Dir En Grey, In Case of Fire och Mindless Self Indulgence. De följde även med Thursday, Cancer Bats, Four Year Strong och Pierce the Veil på den nordamerikanska turnédelen av 2009 års Taste of Chaos från februari fram till april. I mars samma år, under turnén, lämnade gitarristen Curtis Ward bandet. Bandets gitarrtekniker, Dean Rowbotham, ersatte Ward på de återstående spelningarna av Taste of Chaos, följt av att australiensiska gitarristen Jona Weinhofen, tidigare i Bleeding Through och I Killed the Prom Queen, innan han blev tillfrågad om att gå med i bandet permanent.
I november 2009 släppte Bring Me the Horizon en remixad version av Suicide Season, betitlad Suicide Season: Cut Up!. Musiker och producenter som medverkar på albumet inkluderar Ben Weinman, Sonny "Skrillex" Moore, L’Amour La Morgue, Utah Saints och Shawn Crahan från Slipknot. Albumet blandar många olika genrer, inklusive electronica, drum and bass, hiphop och dubstep. Dubstep-delarna av albumet har uppmärksammats på grund av låtar från Tek-One och Skrillex medan hiphop-elementen hittas i Travis McCoys remix av "Chelsea Smile". The Dillinger Escape Plan-medlemmen Benjamin Weinmans version av "No Need for Introductions I've Read About Girls Like You on the Backs of Toilet Doors" är det mest unika spåret i och med användandet av industriell musik. Kort därefter gästmedverkade Sykes på det franska post hardcore-bandet Admiral's Arms låt "Dawn of the New Age", som medverkade på deras EP Stories Are Told, som gavs ut samma månad som Suicide Season: Cut Up!.

### There Is a Hell, Believe Me I've Seen It. There Is a Heaven, Let's Keep It a Secret.(2010–2011)
Bandets tredje album, och första med deras nya kompgitarrist Jona Weinhofen, betitlat There Is a Hell, Believe Me I've Seen It. There Is a Heaven, Let's Keep It a Secret., gavs ut den 4 oktober 2010 och debuterade som nummer 17 på Billboard 200 i USA, nummer 13 på UK Albums Chart, nummer 30 på Sverigetopplistan och nummer 1 på ARIA Charts i Australien, UK Rock Chart samt UK Indie Chart.
Matt Nicholls berättade att de lyriska teman på There Is a Hell är "följderna av allt vi sjöng om på våran senaste CD [Suicide Season]", och beskrev musiken och texterna som mycket mörkare och mer stämningsfulla. 2010 gästmedverkade Oli Sykes, Jona Weinhofen och Lee Malia på albumet This One's for You av det australienska rapcore-bandet Deez Nuts (Sykes sjöng på låten "If You Don't Know Now You Know"). Fem singlar släpptes från albumet, "It Never Ends", "Anthem", "Blessed with a Curse", "Visions" och "Alligator Blood", som alla åtföljdes av musikvideor. Bandet gav sig ut på en turné på mindre arenor runt om i Storbritannien med Cancer Bats och Tek-One som förband.
I december 2010 följde Bring Me the Horizon med Bullet for My Valentine som det huvudsakliga förbandet, tillsammans med Atreyu, på en kortvarig arenaturné med fem spelningar i Storbritannien. För att möta den höga efterfrågan släppte Live Nation extra ståplatsbiljetter till alla datum. Det cirkulerade många rykten om varför bandets spelningar avbröts på arenorna, vilket främst hade att göra med att spelningarna hade blivit mer våldsamma och svårare att kontrollera. På frågan om spelningarna, svarade Matt Nicholls att bandet hade blivit tillsagda att de inte fick klättra på scenutrustningen och inte interagera med publiken. Bandet motsatte sig dessa regler genom att uppmana publiken till walls of death.
I början av 2011 begav sig Bring Me the Horizon ut på en Europaturné, med start i Storbritannien. De turnerade tillsammans med Parkway Drive och Architects som huvudsakliga förband, med The Devil Wears Prada som öppningsband i Storbritannien och dubstep-gruppen Tek-One för resten av Kontinentaleuropa. De gjorde tre spelningar i Sverige; 26 januari på KB i Malmö, den 27 januari på Arenan i Stockholm och den 31 januari på Trädgår'n i Göteborg. Turnén gav bandet mycket publicitet och ansågs vara deras största turné som huvudband någonsin och blev även utnämnd till "tour of the year" av det brittiska musikmagasinet Rock Sound. Turnén var dock inte utan hinder. Den 28 april bröt Matt Nicholls sin arm när han spelade fotboll med medlemmar ur Bring Me the Horizon, Parkway Drive och Architecs. I stället för att ställa in turnén hoppade Architects trummis Dan Searle in som temporär ersättare, detta innebar att längden på Bring Me the Horizons låtlista halverades. Under en spelning på Bristols O2 Academy, den 28 april, drabbades arenan av strömavbrott innan Parkway Drive skulle spela. Som en reaktion på strömavbrottet valde Bring Me the Horizon att framföra en fyra låtar i akustisk form: "The Sadness Will Never End", "It Never Ends", "Suicide Season" och "Chelsea Smile". Turnén utökades med nordamerikanska datum från 31 augusti till 4 oktober och behöll Parkway Drive och Architects som förband, samt tog med sig Deez Nuts. Den 23 augusti släppte de den fjärde musikvideon, "Visions". Den 31 oktober, Halloween, släpptes den femte och sista musikvideon, för låten "Alligator Blood".
Den 13 oktober 2011 gjordes det officiellt att Bring Me the Horizon nominerats till tre Independent Music Awards, inom kategorierna Best Live Act, Independent Breakthrough of Year och Hardest Working Band or Artist. I december 2011 genomförde Machine Head en turné runt om i Europa med Bring Me the Horizon som huvudsakligt förband, med DevilDriver och Darkest Hour som ytterligare support. Oliver Sykes berättade att det skulle bli de sista spelningarna i Europa innan de påbörjade skrivandet och inspelningen av deras fjärde studioalbum.. Bring Me the Horizons medverkan på turnén möttes av blandade reaktioner från fans. Dave Bowes från den brittiska tidningen The Fly beskrev deras spelning på Scottish Exhibition and Conference Centre i Glasgow som "på fel plats vid fel tidpunkt helt enkelt, men de väljer att vara de bättre männen ... "
Bring Me the Horizon avslutade 2011 med att, den 29 december, utannonsera en ny EP betitlad The Chill Out Sessions, ett samarbetsprojekt med den brittiska DJ:n "Draper". Draper släppte först en "officiellt sanktionerad" remix av låten "Blessed with a Curse" i maj 2011. EP:n var ursprungligen planerad att släppas lagom till nyårsdagen och bli tillgänglig för nedladdning och köp ges ut genom Bring Me the Horizons webbplats, men EP lades ner på grund av bandets "nuvarande ledning och skivbolagssituation".

### Sempiternal(2012–nu)
Efter intensivt turnerande blev Bring Me the Horizon slutligen färdiga med promotionen för deras tredje album och de återvände till Storbritannien för att påbörja skrivandet av deras fjärde studioalbum. Likt deras två tidigare album, där bandet skrev materialet till deras album i avskildhet och isolering för att hålla sig fokuserade, flyttade bandet till en stuga i Lake District under skrivperioden. I juli började bandet att avslöja bilder av dem när de spelade in vid en "Topphemlig studioplats" och det avslöjades även att de arbetade med producenten Terry Date under inspelningen och produktionen av albumet. Den 30 juli utannonserade bandet att de hade lämnat sitt skivbolag och i stället skrivit kontrakt med RCA, genom vilket deras fjärde album kommer att släppas under 2013.
I april, efter ett par månaders skrivande, avslöjade musikmagasinet Kerrang! att Bring Me the Horizon var det första utannonserade huvudbandet på 2012 års Warped Tour den 10 november vid Alexandra Palace i London. Detta troddes vara deras enda spelning under hela 2012, men bandet medverkade även på BBC Radio 1:s Radio 1 Rocks den 22 oktober, där de spelade sex låtar som förband åt Bullet For My Valentine. Bandet bekräftades även vara en del av 2013 års Soundwave Festival i Australien. De kommer att spela på alla fem datumen: Brisbane, Sydney, Melbourne, Adelaide och Perth.
Den 24 oktober meddelades det att det nya albumet kommer att heta Sempiternal och att det nästan är färdigställt. Albumet har getts ut och kan nu köpas på iTunes.

## Kontroverser

### Incident i Nottingham
Under en turné i Storbritannien anklagades sångaren Oliver Sykes för att ha urinerat på ett kvinnligt fan under en spelning på nattklubben Rock City i Nottingham. Han åtalades därefter, men alla anklagelser släpptes senare på grund av brist på bevismaterial. Brittiska webbtidningen Drowned in Sound hävdade att Bring Me the Horizon blev portade från klubben, ett påstående som visade sig vara falskt när bandet senare uppträdde på klubben den 1 december 2007.

### Youtube-video med Architects
Under en turné filmade Bring Me the Horizon och Architects en video av ett iscensatt slagsmål mellan Oliver Sykes och Architects sångare Sam Carter. Videon laddades upp på Youtube och gjorde många Bring Me the Horizon-fans vansinniga, då de trodde att det var på riktigt. Detta fick många att skicka hatbrev till Sam Carter, som senare i en intervju med Kerrang! dock klargjorde att det hela var ett skämt. Även Sykes bekräftade detta.

### Tyrol, Stockholm
Under en spelning på Tyrol i Stockholm den 16 maj 2013 tappade sångaren Oliver Sykes sina byxor och visade hela sin framdel i samband med ett stagedive. Han klättrade upp på scenen igen och blottade hela stjärten och främre könsdelar för åskådarna. 

## Musikstil och influenser
Bandet har sagts vara influerade av ett flertal olika genrer, främst grindcore, death metal och emo och nämner amerikanska metalcore-band såsom The Dillinger Escape Plan, Every Time I Die, Norma Jean och Poison the Well som influenser för deras tidiga verk. I takt med att deras sound utvecklades, tog de senare influenser från heavy metal-band såsom At the Gates, Pantera och Orange Goblin, progressiva rockband som Pink Floyd och Dire Straits samt från dubstep och annan modern elektronisk musik. Enligt kritiker spelar Bring Me the Horizon huvudsakligen inom genrerna metalcore och deathcore och har även beskrivits som post-hardcore, hardcorepunk samt teknisk metal. Bring Me the Horizons musik präglas av tekniska gitarriff, mörka texter, tunga breakdowns och "gang vocals".
När bandets första album Count Your Blessings släpptes ansågs det tillhöra genren deathcore. Deathcore är en blandning av metalcore och death metal. Bandets europeiska melodisk death metal-influens samt användandet av black metal-liknande sång, "slow-and-heavy"-breakdowns och blast beats definierar detta album.
Bandet började att anta en mer mångsidig stil i och med deras andra studioalbum Suicide Season, som har beskrivits som närmare mainstream rock än deras debutalbum. Oliver Sykes beskrev albumet som "100% annorlunda från Count Your Blessings" och att albumet låter som "mer rock än metal".
Med tiden har bandets sound utvecklats ytterligare längre bort från death metal och deathcore. I och med bandets tredje album There Is a Hell, Believe Me I've Seen It. There Is a Heaven, Let's Keep It a Secret utvecklade de sitt sound med företräde för mer ambitiösa produktionsstycken genom att använda sig av electronica, klassisk musik och pop i deras metalcore-stil. De gjorde detta med hjälp av en kör och en syntetiserad orkester. De använde sig av glitchbaserad sång och breakdowns, samt tonade ner användandet av just breakdowns i musiken, till förmån för tysta, atmosfäriska passager under sånguppehållen.
Bring Me the Horizon tog mer varierade influenser i förberedelse för skrivandet av deras fjärde studioalbum. Jona Weinhofen berättade att båda han samt Lee Malia hade utvecklat ett öra för post-rockband såsom Explosions in the Sky och This Will Destroy You. Weinhofen talade även om att han skulle vilja kombinera Bring Me the Horizons tunga musik med avslappnad atmosfärisk post-rock.

## Bandmedlemmar
Nuvarande medlemmar
- Oliver Sykes – sång, keyboard (2004–)
- Matt Kean − basgitarr (2004–)
- Lee Malia − sologitarr (2004–), sång (2012–)
- Matt Nicholls − trummor, slagverk (2004–)

Tidigare medlemmar
- Jona Weinhofen − kompgitarr, bakgrundssång (2009–2013)
- Curtis Ward − kompgitarr (2004–2009)
- Jordan Fish − programmering, keyboard, slagverk, sång (2012–2023)

Nuvarande turnémedlemmar
- John Jones − kompgitarr, bakgrundssång (2014–)

Tidigare turnémedlemmar
- Dean Rowbotham - kompgitarr (2009)
- Dan Searle − trummor, slagverk (2011)
- Robin Urbino – rytmgitarr (2013)
- Tim Hillier-Brook – rytmgitarr (2013)
- Brendan MacDonald − rytmgitarr, bakgrundssång (2013–2014)

## Diskografi
Studioalbum
- Count Your Blessings (2006)
- Suicide Season (2008)
- There Is a Hell, Believe Me I've Seen It. There Is a Heaven, Let's Keep It a Secret. (2010)
- Sempiternal (2013)
- That's The Spirit (2015)
- Amo (2019)
- Post Human: Nex Gen (2024)